# شستا (کالیفرنیا)
شستا (به انگلیسی: Shasta) یک منطقهٔ مسکونی در ایالات متحده آمریکا است که در شهرستان شاستا، کالیفرنیا واقع شده‌است. شستا ۲۸٫۴۴۴ کیلومتر مربع مساحت و ۱٬۷۷۱ نفر جمعیت دارد و ۲۵۶٫۹۵ متر بالاتر از سطح دریا واقع شده‌است.